# Żeńsko (gromada)
Żeńsko – dawna gromada, czyli najmniejsza jednostka podziału terytorialnego Polskiej Rzeczypospolitej Ludowej w latach 1954–1972.
Gromady, z gromadzkimi radami narodowymi (GRN) jako organami władzy najniższego stopnia na wsi, funkcjonowały od reformy reorganizującej administrację wiejską przeprowadzonej jesienią 1954 do momentu ich zniesienia z dniem 1 stycznia 1973, tym samym wypierając organizację gminną w latach 1954–1972.
Gromadę Żeńsko z siedzibą GRN w Żeńsku utworzono – jako jedną z 8759 gromad na obszarze Polski – w powiecie choszczeńskim w woj. szczecińskim na mocy uchwały nr V/42/54 WRN w Szczecinie z dnia 5 października 1954. W skład jednostki weszły obszary dotychczasowych gromad Nowy Klukom, Stary Klukom i Żeńsko ze zniesionej gminy Krzęcin w tymże powiecie. Dla gromady ustalono 9 członków gromadzkiej rady narodowej.
Gromadę zniesiono 1 stycznia 1958, a jej obszar włączono do gromady Krzęcin w tymże powiecie.